# Dazdarevo
Dazdarevo (cyr. Даздарево) – wieś w Bośni i Hercegowinie, w Republice Serbskiej, w mieście Bijeljina. W 2013 roku liczyła 522 mieszkańców.